# Cibatok 1
Cibatok 1 is een bestuurslaag in het regentschap Bogor van de provincie West-Java, Indonesië. Cibatok 1 telt 7762 inwoners (volkstelling 2010).